# 쿠리바야시 미나미
쿠리뱌야시 미나미(일본어: 栗林 みな実 구리바야시 미나미[*], 1976년 6월 11일 ~ )은 일본의 여성 가수이자 성우로 시즈오카현 시즈오카시 출신이다. 애칭은 쿠리코(栗の子). 게임 브랜드 âge를 운영하는 애시드가 2010년 2월까지 매니지먼트를 담당하고 있었으며 소속 레코드사는 란티스이다.

## 근황
- 2010년 3월에 애시드를 떠나 가수 활동은 솔리드 복스로, 성우 활동은 드왕고 아티스트 프로덕션으로 이적했다.

## 출연

### TV 애니메이션
2003년
- 네가 바라는 영원 (스즈미야 하루카)

2005년
- 마이 오토메 (에르스틴 호)

2007년
- 스쿨데이즈 (오부치 미나미)

### OVA
- 아카네 매니악스 (스즈미야 하루카)
- 아유마유 극장 (스즈미야 하루카, 야시로 카스미)
- 네가 바라는 영원 ~Next Season~ (스즈미야 하루카)
- 마이 오토메 Zwei (리본)
- 스쿨 데이즈 ~매지컬하트☆코코로짱~(오부치 미나미)

### 인터넷 애니메이션
- 아유마유 극장 (야시로 카스미, 스즈미야 하루카)

### 게임
- 아쥬 마니악스 (스지, 아야노)
- 아유마유 얼터네이티브 (호에 키요시)
- 화석의 노래 (프리에)
- 네가 바라는 영원 (스즈미야 하루카)
- 네가 바라는 영원 ~special FanDisk~ (스즈미야 하루카)
- School Days (오부치 미나미)
- School Days L×H (오부치 미나미)
- "Hello, world" (토모나가 하루카)
- 마브러브 (야시로 카스미)
- 마브러브 얼터네이티브 (야시로 카스미, 스즈미야 하루카)
- 마브러브 ALTERED FABLE (야시로 카스미, 스즈미야 하루카)
- 마이 오토 히메 ~오토메 전투사!!~ (에르스틴 호)

### 드라마 CD
- 네가 바라는 영원 Dramatheater vol.1 스즈미야 하루카 (스즈미야 하루카)
- 네가 바라는 영원 Dramatheater vol.4 라디오 스페셜 (스즈미야 하루카)
- "Hello, world" 프샤케! 헬로 월드 (토모나가 하루카)
- 마이 오토 히메 미스 마리아는 보고 있다 가르데로베 비밀일지 vol.1 (에르스틴 호)
- 미카☆아미 아가씨 방송국 누님과 함께 스페셜!! (에르스틴 호)
- Radio School Days CD Vol.2 2조만의 사회과 견학 (오부치 미나미)

### TV 출연
- @Tunes. (일정 기한 고정 출연)

### 라디오 출연
- 치요렌 채널♪ (종료)
- 음속♪ 히토미시리 채널 (종료)
- 키미노조라디오 (종료)
- 키미노조라디오 ~Next Season~
- 마브러브라디오
- 아니사마STATION (종료)

### 라이브 공연
- 1st Tour 2007 fantastic arrow
아이치 후생연금 회관, NHK 오사카 홀, 도쿄 후생연금 회관, 나카노 선 플라자
- 2nd Tour 2008 dream link
아이치 근로 회관, NHK 오사카 홀, 나카노 선 플라자 홀, 시즈오카 시만 문화 회관

## 디스코그래피

### 싱글
| #  | 음반 정보                                                                                                | 카탈로그 번호                                                                          | 앨범            | 비고 |
| -- | --- | -------------------------------------------------------------------------------------- | --------------- | --- |
| 1  | 마브러브/네가 바라는 영원(マブラヴ/君が望む永遠) - 발매일 : 2002년 4월 3일 - 레이블 : 란티스 - 포맷 : CD | LACM-4048                                                                              | Overture        | 마브러브 : PC 게임 마브러브 오프닝 네가 바라는 영원 : 드림캐스트판 네가 바라는 영원 엔딩                         |
| 2  | 바람의 행방/Yours (風のゆくえ/Yours) - 발매일 : 2003년 2월 5일 - 레이블 : 란티스 - 포맷 : CD             | LACM-4084                                                                              | Overture        | 바람의 행방 : 風のゆくえ 플레이스테이션 2판 네가 바라는 영원 오프닝 Yours : 드림캐스트판 네가 바라는 영원 오프닝 |
| 3  | Precious Memories - 발매일 : 2003년 10월 29일 - 레이블 : 란티스 - 포맷 : CD                              | LACM-4107                                                                              | Overture        | TV 애니메이션 네가 바라는 영원 오프닝                                                                            |
| 4  | 날개는 Pleasure Line (翼はPleasure Line) - 발매일 : 2004년 1월 21일 - 레이블 : 란티스 - 포맷 : CD        | LACM-4110                                                                              | Passage         | 크로노 크루세이드 오프닝                                                                                         |
| 5  | Shining☆Days - 발매일 : 2004년 11월 3일 - 레이블 : 란티스 - 포맷 : CD                                    | LACM-4157                                                                              | Passage         | 마이 히메 오프닝                                                                                                 |
| -  | Beginning - 발매일 : 2005년 2월 23일 - 레이블 : 란티스 - 포맷 : CD                                       | LACM-4183                                                                              | Passage         | OVA Akane Maniax 오프닝                                                                                          |
| 6  | Shining☆Days Re-Product&Remix - 발매일 : 2005년 3월 24일 - 레이블 : 란티스 - 포맷 : CD                   | LACM-4189                                                                              | -               | TV 애니메이션 마이 히메 오프닝                                                                                   |
| 7  | 마브러브 (2005년)(マブラヴ(再録音版)) - 발매일 : 2005년 8월 10일 - 레이블 : 란티스 - 포맷 : CD           | LACM-4209                                                                              | Passage         | PC게임 마브러브 얼터네이티브 오프닝                                                                              |
| 8  | Blue Treasure - 발매일 : 2005년 8월 24일 - 레이블 : 란티스 - 포맷 : CD                                   | LACM-4205                                                                              | Passage         | 타이드 라인 블루 오프닝                                                                                          |
| 9  | Dream☆Wing - 발매일 : 2005년 11월 2일 - 레이블 : 란티스 - 포맷 : CD                                      | LACM-4227                                                                              | Passage         | TV 애니메이션 마이 오토 히메 1기 오프닝                                                                          |
| 10 | Crystal Energy - 발매일 : 2006년 2월 22일 - 레이블 : 란티스 - 포맷 : CD                                  | LACM-4247                                                                              | Fantastic Arrow | TV 애니메이션 마이 오토 히메 2기 오프닝                                                                          |
| 11 | Yell! - 발매일 : 2006년 11월 22일 - 레이블 : 란티스 - 포맷 : CD                                          | LACM-4320                                                                              | Dream Link      | TV 애니메이션 슈퍼로봇대전OG 엔딩                                                                                |
| 12 | United Force - 발매일 : 2007년 5월 22일 - 레이블 : 란티스 - 포맷 : CD                                    | LACM-4364                                                                              | Dream Link      | TV 애니메이션 슈퍼로봇대전 OG 엔딩                                                                               |
| 13 | BUT,metamorphosis - 발매일 : 2007년 12월 26일 - 레이블 : 란티스 - 포맷 : CD                              | LACM-4447                                                                              | Dream Link      | TV 드라마 큐티 허니 THE LIVE 엔딩                                                                                |
| 14 | Next Season/Sweet Passion - 발매일 : 2008년 3월 12일 - 레이블 : 란티스 - 포맷 : CD                       | LACM-4476                                                                              | Dream Link      | OVA 네가 바라는 영원 ~Next Season~ 오프닝                                                                        |
| 15 | Love Jump - 발매일 : 2008년 4월 23일 - 레이블 : 란티스 - 포맷 : CD                                       | LACM-4480                                                                              | Dream Link      | TV 애니메이션 쿠레나이 오프닝                                                                                    |
| 16 | Unripe hero - 발매일 : 2008년 7월 23일 - 레이블 : 란티스 - 포맷 : CD                                     | LACM-4514                                                                              | Mind touch      | TV 애니메이션 브라스레이타 오프닝                                                                                |
| 17 | Finality Blue - 발매일 : 2008년 10월 22일 - 레이블 : 란티스 - 포맷 : CD                                  | LACM-4549                                                                              | Mind touch      | 마이 오토 히메 0~S.ifr 1권 오프닝                                                                                |
| 18 | Sympathizer - 발매일 : 2009년 1월 21일 - 레이블 : 란티스 - 포맷 : CD                                     | LACM-4563                                                                              | Mind touch      | TV 애니메이션 흑신 오프닝                                                                                        |
| 19 | Miracle Fly - 발매일 : 2009년 4월 22일 - 레이블 : 란티스 - 포맷 : CD                                     | LACM-4606                                                                              | Mind touch      | 우주를 걷는 소녀 엔딩                                                                                            |
| 20 | Earth trip - 발매일 : 2009년 7월 22일 - 레이블 : 란티스 - 포맷 : CD                                      | LACM-4639                                                                              | Mind touch      | 게임 그란디아 온라인 이미지 송                                                                                   |
| 21 | 언리얼♡파라다이스 (あんりある♡パラダイス) - 발매일 : 2009년 10월 21일 - 레이블 : 란티스 - 포맷 : CD      | LACM-4657                                                                              | Mind touch      | TV 애니메이션 캠퍼 오프닝                                                                                        |
| 22 | Meiya Kadenrou (冥夜花伝廊) - 발매일 : 2010년 1월 27일 - 레이블 : GloryHeaven - 포맷 : CD                | LACM-4047                                                                              | -               | TV 애니메이션 카타나가타리 오프닝                                                                                |
| 23 | STRAIGHT JET - 발매일 : 2011년 1월 26일 - 레이블 : 란티스 - 포맷 : CD                                    | LACM-4777                                                                              | TIGHT KNOT      | Infinite Stratos 오프닝                                                                                          |
| 24 | Kimi no Naka no Eiyū (君の中の英雄) - 발매일 : 2011년 11월 9일 - 레이블 : 란티스 - 포맷 : CD             | LACM-34900 (Artist Side) LACM-4900 (Animation Side)                                    | TIGHT KNOT      | 기동전사 건담 AGE 엔딩                                                                                           |
| 25 | HAPPY CRAZY BOX - 발매일 : 2012년 4월 25일 - 레이블 : 란티스 - 포맷 : CD                                 | LACM-34925 (한정판) LACM-4925 (통상판)                                                 | TIGHT KNOT      | 메다카 박스 오프닝                                                                                               |
| 26 | signs~Sakutsuki Hitoyo~ (signs 〜朔月一夜〜) - 발매일 : 2012년 8월 22일 - 레이블 : Avex - 포맷 : CD      | AVCD-49734/B Total Eclipse Edition AVCD-49735/B (Artist Edition) AVCD-49736 (통상판)   | TIGHT KNOT      | 마브러브 얼터네이티브: Total Eclipse 엔딩                                                                        |
| 27 | BELIEVE - 발매일 : 2012년 10월 24일 - 레이블 : 란티스 - 포맷 : CD                                        | LACM-34015 (한정판) LACM-14015 (통상판)                                                | TIGHT KNOT      | Medaka Box Abnormal 오프닝                                                                                       |
| 28 | Doubt the World - 발매일 : 2012년 11월 28일 - 레이블 : Avex - 포맷 : CD                                  | AVCD-49971/B (Total Eclipse Edition) AVCD-49972/B (Artist Edition) AVCD-49973 (통상판) |                 | 마브러브 얼터네이티브: Total Eclipse 오프닝                                                                      |
| 29 | ZERO!! - 발매일 : 2013년 4월 24일 - 레이블 : 란티스 - 포맷 : CD                                          | LACM-34083 (한정판) LACM-14083 (통상판)                                                |                 | The Devil Is a Part-Timer! 오프닝                                                                                |
| 30 | True Blue Traveler - 발매일 : 2013년 11월 6일 - 레이블 : 란티스 - 포맷 : CD                              | LALM-4001 (한정판) LALM-4003 (통상판)                                                  |                 | Infinite Stratos 2기 오프닝                                                                                      |
| 31 | Moving soul - 발매일 : 2014년 7월 30일 - 레이블 : 란티스 - 포맷 : CD                                     | LACM-34246 (한정판) LACM-14246 (통상판)                                                |                 | Fate/kaleid liner Prisma Illya 2wei! 오프닝                                                                      |

### 앨범
- Overture (2004년 12월 1일)
- passage (2006년 4월 26일)
- fantastic arrow (2006년 12월 21일)
- dream link (2008년 8월 27일)

### DVD
- Music clip 『Precious Memories』 (2003년 11월 27일)
- 1 Live Tour 2007년 『fantastic arrow』 (2008년 2월 27일)

### 작사・작곡
- 미즈하시 카오리 水橋かおり
  - ありがと…
  - spring chime
- 이시바시 토모코 石橋朋子
  - 遠い夏の日
  - silver ring
  - Blue tears
- 우에하라 토모미 上原ともみ
  - innocence
  - オレンジ色の空と涙
- 아사이 키요미 浅井清己
  - PANIC
  - あゆ様論
- 아사이 키요미・요시즈미 浅井清己・吉住梢
  - ウエイトレス物語
- 노가와 사쿠라 野川さくら
  - 永遠の夏

### 작곡
- 오쿠이 마사미 奥井雅美
  - I wish